# Miogoye II
Miogoye II (ou Miogoy, Miogoi) est une localité du Cameroun située dans la commune de Yagoua, le département du Mayo-Danay et la Région de l'Extrême-Nord, à la frontière avec le Tchad.

## Population
En 1967, le village Miogoye comptait 614 habitants, principalement Massa.
En 2005, le recensement distingue Miogoye I et Miogoye II. On dénombre alors 892 personnes à Miogoye II.